# Пермяне
Пермя́не — гипотетический народ, говоривший на прапермском языке и проживавший в Приуралье в железном веке и в эпоху Великого переселения народов. Предки современных коми-зырян, коми-пермяков, удмуртов и бесермян.
Пермяне выделились из финно-пермской языковой общности в I тысячелетии до н. э., оставшись в восточном её ареале — в Вятско-Камском регионе. В археологическом плане прото-пермяне были одним из этноязыковых компонентов Ананьинской культурно-исторической общности (VIII—III вв. до н. э.).
Пермяне, ставшие языковыми предками удмуртов и коми, проживали на сравнительно компактной территории, чем объясняется сравнительная лексическая и морфологическая близость удмуртского и коми языков. Эту территорию «прапермского ядра» связывают с Гляденовской культурой первой половины 1-го тысячелетия н. э., занимавшей территорию Среднего Прикамья от Перми до Сарапула. Гляденовцев сменяют Ломоватовская (Верхняя Кама), Неволинская (Сылва) и Поломская (Верхняя Чепца) культуры, носители которых также говорили на диалектах пермского праязыка.
Появление государства Волжская Булгария в регионе стало важным фактором этнического развития пермян. Под давлением булгар часть их — праудмурты — переселилась на Нижние Каму и Вятку, другая часть — пракоми — ушла на Верхнюю Каму, где образовалась Пермь Великая (Родановская культура) и Вычегду (Пермь Вычегодская). Между праудмуртами и пракоми, на Средней Чепце, в IX—XIII веках проживало население Чепецкой культуры, которое считают носителем промежуточных пермских диалектов. Окончательный разрыв связей между пермскими языками происходит после разгрома Волжской Булгарии татаро-монголами в 1236 году, крещения вычегодских коми Стефаном Пермским (конец XIV века) и русской колонизации верхнего течения Вятки и Камы.
Таким образом, к середине 2-го тысячелетия окончательно сформировались удмуртский и коми народы. Предки удмуртов испытали на себе сильное культурное и экономическое влияние булгар (а затем сменивших их татар), а предки коми — древнерусского населения.